# 409-й истребительный авиационный полк
409-й истребительный авиационный ордена Суворова полк (409-й иап) — воинская часть Военно-воздушных сил (ВВС) Вооружённых Сил РККА, принимавшая участие в боевых действиях Великой Отечественной войны.

## История наименований полка
За весь период своего существования полк своё наименование не менял:
- 409-й истребительный авиационный полк;
- 409-й истребительный авиационный ордена Суворова полк;
- Войсковая часть 15560.

## Создание полка
409-й истребительный авиационный полк сформирован 23 апреля 1944 года без номера из состава 20 учебно-тренировочного авиаполка
15-й воздушной армии. Наименование 409-й истребительный авиационный полк получил 30 апреля 1944 года на основании Приказа командующего 15-й воздушной армии.

## Расформирование полка
В связи с сокращением состава Вооружённых сил СССР 31 декабря 1945 года 409-й истребительный авиационный полк был расформирован вместе со 130-й иад в 15-й ВА Особого ВО, личный состав обращён на доукомплектование 1-й и 5-й гиад 11-го иак, 168-го иап.
| Як-7УТ | Як-9УМ | Як-7 |

## В действующей армии
В составе действующей армии:
- с 17 октября 1944 года по 9 мая 1945 года.

## Командиры полка
- майор Чегин Дмитрий Васильевич[7], 04.1944 — 06.1944
- капитан Курманов Алексей Михайлович[7], 07.1944 — 09.1944
- подполковник Меньших Фёдор Егорович[7], 07.09.1944 — 07.1945

## В составе соединений и объединений
| Период        | Фронт (округ)            | армия                | дивизия                                  | примечание                            |
| ------------- | ------------------------ | -------------------- | ---------------------------------------- | ------------------------------------- |
| 23.04.1944 г. | 2-й Прибалтийский фронт  | 15-я воздушная армия |                                          |                                       |
| 30.04.1944 г. | 2-й Прибалтийский фронт  | 15-я воздушная армия |                                          | получил наименование                  |
| 01.05.1944 г. | Московский военный округ | ВВС округа           |                                          |                                       |
| 01.07.1944 г. | Московский военный округ | Резерв Ставки ВГК    | 130-я истребительная авиационная дивизия |                                       |
| 14.10.1944 г. | Резерв Ставки ВГК        |                      | 130-я истребительная авиационная дивизия | укомплектован по штату 015/364, Як-9М |
| 17.10.1944 г. | 3-й Белорусский фронт    | 1-я воздушная армия  | 130-я истребительная авиационная дивизия | Як-9М                                 |
| 09.05.1945 г. | 3-й Белорусский фронт    | 1-я воздушная армия  | 130-я истребительная авиационная дивизия | Исключён из действующей армии         |
| 09.07.1945 г. | Особый военный округ     | 15-я воздушная армия | 130-я истребительная авиационная дивизия | Як-9 М                                |
| 30.12.1945 г. | Особый военный округ     | 15-я воздушная армия | 130-я истребительная авиационная дивизия | расформирован                         |

## Участие в операциях и битвах
- Прибалтийская операция
  - Мемельская наступательная операция[8] — с 17 октября 1944 года по 24 ноября 1944 года
- Гумбиннен-Гольдапская операция[8] — с 17 октября 1944 года по 30 октября 1944 года
- Восточно-Прусская операция
  - Инстербургско-Кёнигсбергская операция[8] — с 13 января 1945 года по 27 января 1945 года
  - Растенбургско-Хейльсбергская наступательная операция[8] — с 27 января 1945 года по 12 марта 1945 года
  - Земландская наступательная операция[8] — с 13 апреля 1945 года по 25 апреля 1945 года
  - Штурм Кёнигсберга[8] — с 6 апреля 1945 года по 9 апреля 1945 года
- Браунсбергская наступательная операция[8] — с 13 марта 1945 года по 22 марта 1945 года

## Первая победа полка в воздушном бою
Первая известная воздушная победа полка в Отечественной войне одержана 26 октября 1944 года: лейтенант Машкунов Я. И. в воздушном бою в районе н. п. Гурнен сбил немецкий истребитель Ме-109.

## Награды
409-й истребительный авиационный полк за образцовое выполнение боевых заданий командования в боях с немецкими захватчиками при овладении городами Тапиау, Алленбург, Ноденбург, Летцен и проявленные при этом доблесть и мужество награждён Указом Президиума Верховного Совета СССР от 19 февраля 1945 года орденом «Суворова III степени».

## Благодарности Верховного Главнокомандующего
За проявленные образцы мужества и героизма Верховным Главнокомандующим в составе 130-й дивизии объявлены благодарности:
За проявленные образцы мужества и героизма Верховным Главнокомандующим в составе 130-й дивизии объявлены благодарности:
- За отличие в боях при прорыве долговременной, глубоко эшелонированной обороны немцев в Восточной Пруссии и овладении штурмом укрепленными городами Пилькаллен, Рагнит и сильными опорными пунктами обороны немцев Шилленен, Лазденен, Куссен, Науйенингкен, Ленгветен, Краупишкен, Бракупенен, а также занятии с боями более 600 других населенных пунктов[9].
- За отличие в боях при овладении городами Восточной Пруссии Тильзит, Гросс-Скайсгиррен, Ауловенен, Жиллен и Каукемен — важными узлами коммуникаций и сильными опорными пунктами обороны немцев на кенигсбергском направлении[10].
- За отличие в боях при овладении городом Инстербург — важным узлом коммуникаций и мощным укрепленным районом обороны немцев на путях к Кенигсбергу[11].
- За отличие в боях при овладении городами Восточной Пруссии Тапиау, Алленбург, Норденбург и Летцен — мощными опорными пунктами долговременной оборонительной полосы немцев, прикрывающей центральные районы Восточной Пруссии[12].
- За отличие в боях при овладении штурмом городами Хайльсберг и Фридланд — важными узлами коммуникаций и сильными опорными пунктами обороны немцев в центральных районах Восточной Пруссии[13]
- За отличие в боях при овладении штурмом городами Вормдит и Мельзак — важными узлами коммуникаций и сильными опорными пунктами обороны немцев[14].
- За отличие в боях при овладении городом Хайлигенбайль — последним опорным пунктом обороны немцев на побережье залива Фриш-Гаф, юго-западнее Кёнигсберга[15].
- За отличие в боях при разгроме и завершении ликвидации окруженной восточно-прусской группы немецких войск юго-западнее Кёнигсберга[16].
- За отличие в боях при овладении последним опорным пунктом обороны немцев на Земландском полуострове городом и крепостью Пиллау — крупным портом и военно-морской базой немцев на Балтийском море[17].

## Лётчики-асы полка
| Фамилия, имя отчество        | Награды | Сбито самолётов (+ в группе) | Примечание |
| ---------------------------- | ------- | ---------------------------- | --- |
| Чуланов Дмитрий Владимирович |         | 6 + 0                        | Лётчик полка: окт. 1944 — май 1945. С августа 1942 г. и до прибытия в состав 409 иап работал лётчиком-перегонщиком во 2-м пап на трассе Аляска—Сибирь. |

## Итоги боевой деятельности полка
Всего за годы Великой Отечественной войны полком:
| Выполнено боевых вылетов | Сбито самолётов в воздухе | Уничтожено самолётов всего |
| ------------------------ | ------------------------- | -------------------------- |
| 2674                     | 26                        | 26                         |

Свои потери:
| Потеряно самолётов, всего | Погибло лётчиков всего |
| ------------------------- | ---------------------- |
| 11                        | 5                      |

## Самолёты на вооружении
| Период      | Самолёты |
| ----------- | -------- |
| 1944 — 1946 | Як-9 М   |

## Базирование
| Период               | Аэродромы                                  |
| -------------------- | ------------------------------------------ |
| 05.1945 — 30.12.1945 | Инстербург (Черняховск), Восточная Пруссия |